# Séez

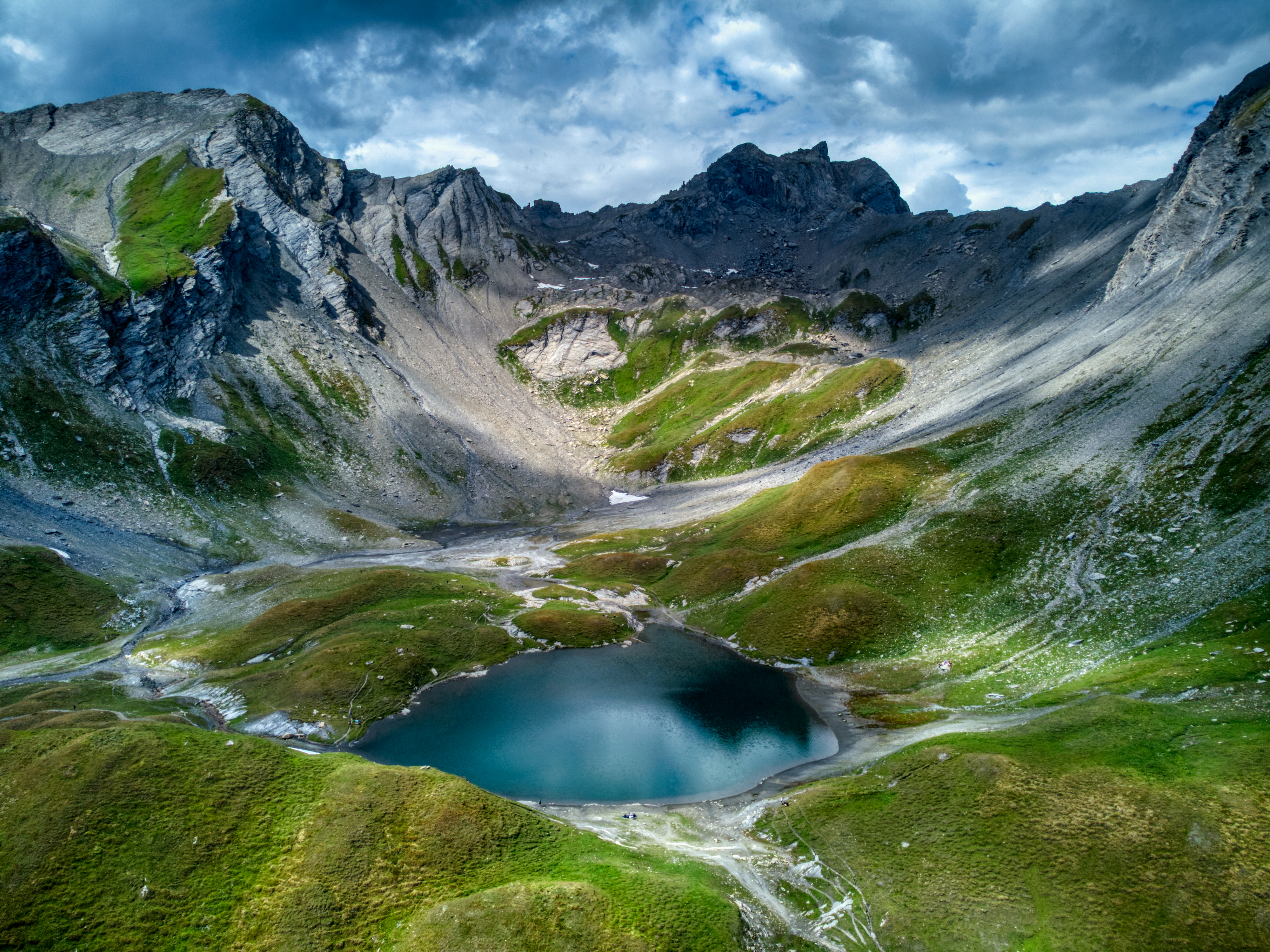
Lago Sans Fond, Séez

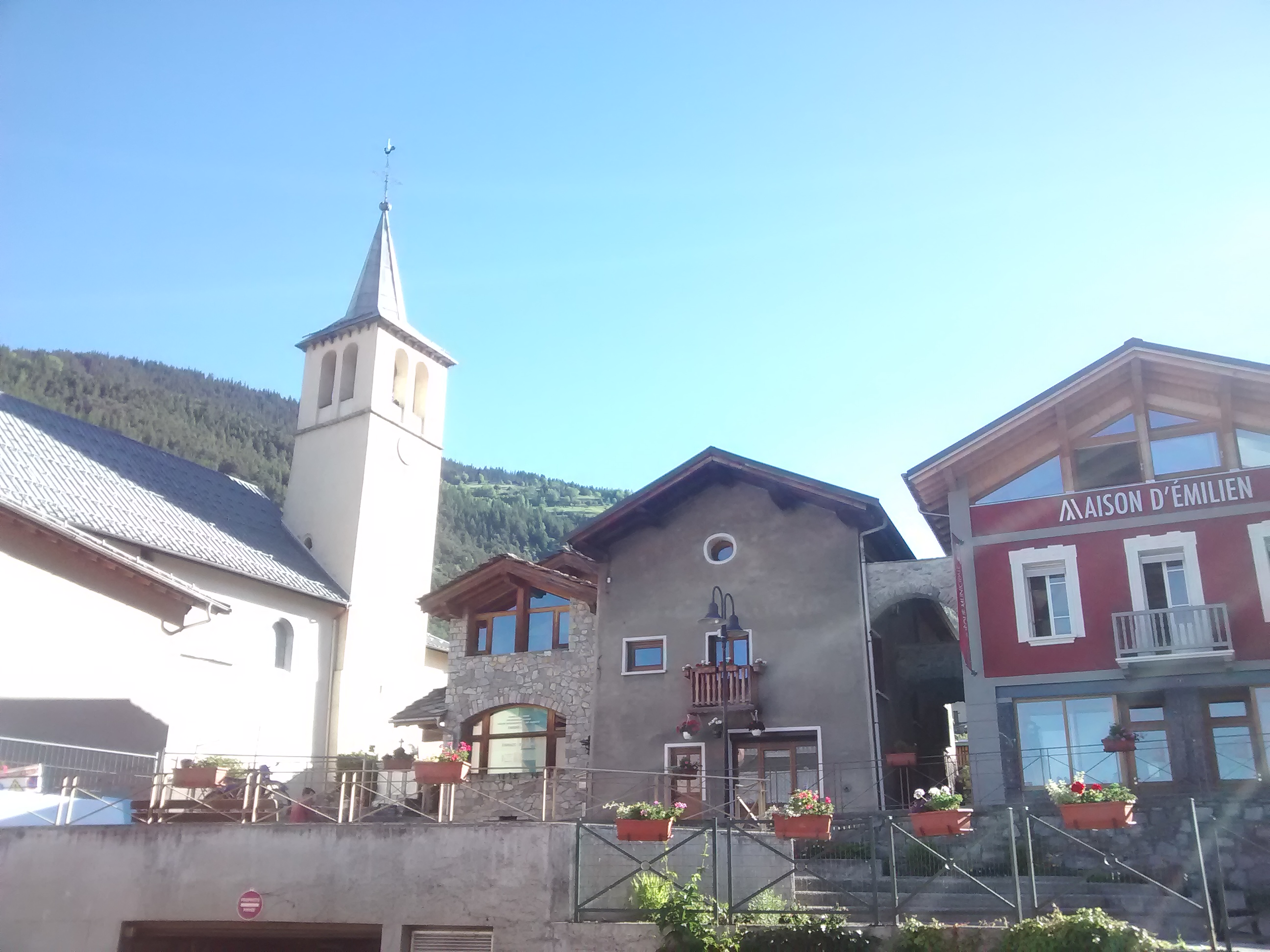
La chiesa di Séez

Séez (in arpitano Sést) è un comune francese di 2 367 abitanti situato nel dipartimento della Savoia della regione dell'Alvernia-Rodano-Alpi.

## Storia
In epoca romana, da Séez passava la via delle Gallie.

## Società

### Evoluzione demografica
Abitanti censiti